# Cherbourg (canton)
Pour les articles homonymes, voir Cherbourg (homonymie).
Cherbourg est un canton canadien de l'Est du Québec situé dans la municipalité régionale de comté de La Matanie dans la région administrative du Bas-Saint-Laurent. Il est proclamé officiellement le 14 mai 1864. Il couvre une superficie de 26 700 hectares.

## Toponymie
Le toponyme du canton de Cherbourg est emprunté à la ville française de Cherbourg située dans le département de la Manche en Basse-Normandie.